# Dorothy LaBostrie
Dorothy LaBostrie, née le 18 ou 28 mai 1928 à Rayland dans le Kentucky, et morte le 4 novembre 2007 à Atlanta, en Géorgie, est une auteure-compositrice américaine, mieux connue pour avoir co-écrit Tutti Frutti, le hit de 1955 de Little Richard.

## Première vie et carrière d'auteure
Dorothy naît à Rayland, une petite ville minière du Kentucky rural ; certaines sources notent, à tort, une année de naissance en 1938 plutôt que 1928. Ses parents sont Amos et Orelia C. LaBostrie. Elle est élevée à Mobile, dans l'Alabama et, en 1951, déménage à la Nouvelle-Orléans, en Louisiane, pour rechercher les parents créoles de son père. Elle commence à travailler comme cuisinière et serveuse, écrit des poèmes et commence à fréquenter les clubs de jazz et de blues de Rampart Street,.
En septembre 1955 - bien que les détails de l'histoire varient - elle est contactée par le producteur de disques Robert "Bumps" Blackwell de Specialty Records, qui a besoin de quelqu'un pour réécrire et atténuer les paroles d'une chanson grivoise interprétée par Little Richard. LaBostrie se rend au studio de Cosimo Matassa, où enregistre Little Richard, et aurait réécrit les paroles de la chanson en 15 minutes. Tutti Frutti est considérée comme l'une des chansons déterminantes du rock 'n' roll, et est enregistré par de nombreux artistes par la suite,.
Dorothy est créditée comme co-auteure de la chanson, avec Little Richard (Penniman), mais elle affirme plus tard qu'elle l'a écrite dans son intégralité,. Par la suite, elle se moque de la prétention de Little Richard d'avoir écrit la chanson par lui-même, et qu'il ait escroqué des redevances pendant des années, en disant « Little Richard n'a rien écrit de Tutti Frutti ». Elle reçoit encore des chèques de droits d'auteurs pour la chanson, à une moyenne de 5 000 $ tous les trois à six mois, dans les années 1980.
Toujours en 1955, elle contribue à une autre chanson de Specialty, Rich Woman, co-écrite et interprétée par McKinley "Li'l" Millet. Bien qu'il n'ait pas de succès à l'époque, elle est ensuite enregistrée par Canned Heat entre autres, et plus particulièrement par Robert Plant et Alison Krauss, dont l'enregistrement remporte en 2009 le Grammy Award Best Pop Collaboration with Vocals,.
Elle travaille ensuite comme auteure-compositrice pour Joe Ruffino, propriétaire des labels locaux Ric et Ron. Elle écrit la chanson I Won't Cry en 1958 et persuade Ruffino de permettre à son voisin, Johnny Adams, de l'enregistrer. Le disque, produit par l'adolescent Mac Rebennack (Dr. John), est un succès local et débute la carrière réussie d'Adams. Elle écrit également le premier disque d'Irma Thomas, (You Can Have My Husband But Please) Don't Mess With My Man, qui atteint le palmarès national R&B en 1960. Par la suite, sa relation de travail avec Ruffino se détériore à cause du paiement de royalties. Elle signe alors un contrat d'écriture avec la société d'édition White Cliffs de Matassa, où elle aurait écrit des centaines de chansons au cours des années suivantes, mais aucune n'obtient le succès commercial de ses chansons précédentes.

## Dernière années
Elle se marie avec Clyde Black, avec qui elle a deux filles. En 1970, après avoir été blessée dans un accident de la route, elle déménage à New York, dans le Bronx, et rompt ses liens avec le monde de la musique. Dans les années 1980, elle vit une vie tranquille, recevant des redevances régulières grâce à la popularité continue de Tutti Frutti.
Dorothy LaBostrie Black meurt alors qu'elle rend visite à des amis à Atlanta, le 4 novembre 2007, à l'âge de 79 ans.